# Kosiojärvi
Kosiojärvi är en sjö i Kiruna kommun i Lappland och ingår i Torneälvens huvudavrinningsområde. Sjön har en area på 0,0772 kvadratkilometer och ligger 439,3 meter över havet. Kosiojärvi ligger i Torneträsk-Soppero fjällurskog Natura 2000-område. Sjön avvattnas av vattendraget Askasjoki.

## Delavrinningsområde
Kosiojärvi ingår i det delavrinningsområde (754430-172919) som SMHI kallar för Mynnar i Maattajoki. Medelhöjden är 400 meter över havet och ytan är 39,36 kvadratkilometer. Det finns inga avrinningsområden uppströms utan avrinningsområdet är högsta punkten. Askasjoki som avvattnar avrinningsområdet har biflödesordning 4, vilket innebär att vattnet flödar genom totalt 4 vattendrag innan det når havet efter 353 kilometer. Avrinningsområdet består mestadels av skog (89 procent). Avrinningsområdet har 0,66 kvadratkilometer vattenytor vilket ger det en sjöprocent på 1,7 procent.